# Сон Се Ра
Сон Се Ра (кор. 송세라; нар. 6 вересня 1993 року) — південнокорейська фехтувальниця на шпагах, срібна призерка Олімпійських ігор 2020 року, чемпіонка світу та Азії.

## Виступи на Олімпіадах
| Олімпіада  | Дисципліна          | Місце |
| ---------- | ------------------- | ----- |
| Токіо 2020 | індивідуальна шпага | 13    |
| Токіо 2020 | командна шпага      | 2     |
| Париж 2024 | індивідуальна шпага | 10    |
| Париж 2024 | командна шпага      | 5     |